# John Comyn, I signore di Badenoch
John Comyn, I signore di Badenoch, detto Comyn il Rosso (... – Scozia, 1277), è stato un nobile e politico scozzese.

## Biografia
Era nipote dell'influente Walter Comyn, conte di Menteith e protagonista dell'ascesa del clan Comyn nel regno di Scozia del XIII secolo. Nel 1248 era alla corte di re Alessandro II di Scozia. Alla morte dello zio senza eredi nel 1258 ricevette il titolo di signore di Badenoch, ma non il resto dei suoi titoli e possedimenti per il rifiuto della zia e del secondo marito di lei; nel 1261 quindi li imprigionò e li usurpò. Divenne inoltre nemico di re Enrico III d'Inghilterra, che cercava di intromettersi nella politica scozzese, e condusse vari scontri di confine contro le truppe inglesi. Nel 1260 ottenne un salvacondotto per effettuare un pellegrinaggio a Canterbury e poi sul continente.
Era inoltre giudice di Galloway e possedeva vari territori anche nel regno d'Inghilterra. Fu per questo coinvolto nella seconda guerra dei baroni, combattendo inizialmente per il re Enrico III d'Inghilterra, col quale si era nel frattempo riconciliato, ma venendo catturato dai ribelli alla battaglia di Lewes. La vittoria finale del partito regio fu positiva per i Comyn, che poterono incrementare le proprie ricchezze. Alcuni dei suoi servitori vennero uccisi a York nel 1268, e per evitare una sua sanguinosa vendetta contro la città i re Enrico III e Alessandro III di Scozia mediarono perché i cittadini gli pagassero un indennizzo di 300 sterline.
Rientrato in Scozia, vi morì nel 1277.

## Discendenza
John Comyn I fu sposato due volte, la prima con una tale Eva e la seconda con Alice Lindsay. I dettagli di tali unioni sono tuttavia fumosi e non è possibile stabilire con certezza la maternità dei suoi figli. Dalle due mogli John il Rosso ebbe:
- William Comyn, rinunciò alla primogenitura in favore del fratello in cambio di un matrimonio vantaggioso;
- John Comyn, II signore di Badenoch, successore del padre e pretendente al trono di Scozia durante la Grande causa;
- Alexander Comyn;
- John Comyn il minore, entrò in contrasto col fratello omonimo per le proprietà familiari a Tynedale;[3]
- Robert Comyn, assassinato col nipote John Comyn III a Dumfries nel 1306;
- molte figlie, di cui una di nome Alice.

## Ascendenza
|                                   |   |                         | Genitori           |  |  | Nonni |  |  | Bisnonni      |  |  | Trisnonni             |  |
|                                   |   |                         |                    |  |  |       |  |  | Richard Comyn |  |  | capostipite dei Comyn |  |
|                                   |   |                         |                    |  |  |       |  |  | Richard Comyn |  |  | capostipite dei Comyn |  |
|                                   |   | …                       |                    |  |  |       |  |  | Richard Comyn |  |  |                       |  |
| William Comyn                     |   |                         |                    |  |  |       |  |  | Richard Comyn |  |  |                       |  |
|                                   |   | Hextilda di Tynedale    | Uhtred di Tynedale |  |  |       |  |  |               |  |  |                       |  |
|                                   |   | Hextilda di Tynedale    | Uhtred di Tynedale |  |  |       |  |  |               |  |  |                       |  |
|                                   |   | Hextilda di Tynedale    | Bethoc di Scozia   |  |  |       |  |  |               |  |  |                       |  |
| Richard Comyn                     |   | Hextilda di Tynedale    |                    |  |  |       |  |  |               |  |  |                       |  |
|                                   |   | Robert Giffard FitzHugh | Hugh Giffard       |  |  |       |  |  |               |  |  |                       |  |
|                                   |   | Robert Giffard FitzHugh | Hugh Giffard       |  |  |       |  |  |               |  |  |                       |  |
|                                   |   | Robert Giffard FitzHugh | …                  |  |  |       |  |  |               |  |  |                       |  |
| Sarah FitzHugh                    |   | Robert Giffard FitzHugh |                    |  |  |       |  |  |               |  |  |                       |  |
|                                   |   | …                       | …                  |  |  |       |  |  |               |  |  |                       |  |
|                                   |   | …                       | …                  |  |  |       |  |  |               |  |  |                       |  |
|                                   |   | …                       | …                  |  |  |       |  |  |               |  |  |                       |  |
| John Comyn, I signore di Badenoch |   | …                       |                    |  |  |       |  |  |               |  |  |                       |  |
|                                   | … | …                       |                    |  |  |       |  |  |               |  |  |                       |  |
|                                   | … | …                       |                    |  |  |       |  |  |               |  |  |                       |  |
|                                   | … | …                       |                    |  |  |       |  |  |               |  |  |                       |  |
| …                                 | … |                         |                    |  |  |       |  |  |               |  |  |                       |  |
|                                   |   | …                       | …                  |  |  |       |  |  |               |  |  |                       |  |
|                                   |   | …                       | …                  |  |  |       |  |  |               |  |  |                       |  |
|                                   |   | …                       | …                  |  |  |       |  |  |               |  |  |                       |  |
| …                                 |   | …                       |                    |  |  |       |  |  |               |  |  |                       |  |
|                                   |   | …                       | …                  |  |  |       |  |  |               |  |  |                       |  |
|                                   |   | …                       | …                  |  |  |       |  |  |               |  |  |                       |  |
|                                   |   | …                       | …                  |  |  |       |  |  |               |  |  |                       |  |
| …                                 |   | …                       |                    |  |  |       |  |  |               |  |  |                       |  |
|                                   |   | …                       | …                  |  |  |       |  |  |               |  |  |                       |  |
|                                   |   | …                       | …                  |  |  |       |  |  |               |  |  |                       |  |
|                                   |   | …                       | …                  |  |  |       |  |  |               |  |  |                       |  |
|                                   |   | …                       |                    |  |  |       |  |  |               |  |  |                       |  |